# Dadounet
Der Dadounet ist ein kleiner Fluss im Süden Frankreichs, der im Département Tarn der Region Okzitanien, etwas südöstlich der Stadt Albi verläuft.

## Geographie

### Verlauf
Der Dadounet entspringt im Regionalen Naturpark Haut-Languedoc, im nordöstlichen Gemeindegebiet von Saint-Pierre-de-Trivisy, entwässert generell Richtung Nordwest und mündet nach rund 15 Kilometern an der Gemeindegrenze von Mont-Roc und Arifat als linker Nebenfluss in den Dadou.

### Orte am Fluss
(Reihenfolge in Fließrichtung)
- La Rivière, Gemeinde Saint-Pierre-de-Trivisy
- La Mathé, Gemeinde Saint-Pierre-de-Trivisy
- Graillac, Gemeinde Rayssac
- L’Horte, Gemeinde Mont-Roc
- La Mouline de Viguier, Gemeinde Arifat